# Rautas älv
Rautas älv, även kallad Rautasälven och Rautasätno, är en älv som korsar E10 mellan Kiruna och Narvik. Den är en högerbiflod till Torne älv, dess första större tillflöde efter Torneträsk. Den mynnar ut vid Nuorajärvi, 330 m ö.h. Älven är cirka 130 km lång totalt, inklusive källflödet Alesätno, 55 km lång räknat från sjön Rautasjaure (560 m ö.h.).
Största bifloder är Guolpanjåhka, Lävasjåhka och Vuonajåhka

## Mänsklig användning
Fiske sker i älven och den är även populär för forsränning, särskilt vid E10:an, där den vilt forsande älven förgrenar sig i två stora armar som återförenas efter ungefär en halvmil.